# Sven-Erik Lindestam
Sven-Erik Lindestam född Joelsson 1 april 1964 i Furuberg, Bjuråker, är en socialdemokratisk politiker i Söderhamns kommun. Lindestam var kommunalråd och kommunstyrelsens ordförande från 2010 till 2018.

## Familj
Lindestam är gift med Åsa Lindestam, som är socialdemokratisk riksdagsledamot och riksdagens förste vice talman.